# Nana Aba Anamoah
Nana Aba Anamoah, de son nom complet, Rosemond Nana Aba McEwan-Anamoah, née le 19 juin 1978 , est une journaliste ghanéenne et ambassadrice du football féminin au Ghana.

## Biographie

### Éducation et vie privée
Elle naît  le 19 juin 1978 au Ghana où elle fait ses études académiques,,. Après avoir abandonné ses cours de médecine, elle s'inscrit, par la suite, en financement du développement à l'école de commerce de l'Université du Ghana. Devenue diplômée en banque et finance à Gimpa, elle suit  aussi une formation sur le leadership du 21e siècle à Harvard Kennedy (Université Harvard),.
Chrétienne catholique, elle est mère d'un enfant, Jyotir, scolarisé aux États-Unis. Elle est également une supportrice de Manchester United et Accra Great Olympics,.

### Parcours professionnel
Journaliste présentatrice de la chaine ghanéenne TV3, elle démissionne en février 2016 et se retire de la scène médiatique. Elle y retourne par le biais de l'émission « State of Affairs ». Depuis lors, Nana Aba anime l’émission sportive « Cheers » et devient directrice générale de GHOne TV ,. Elle est aussi la directrice du développement commercial du réseau EIB, et ambassadrice du football féminin au Ghana,,,.
Elle est désignée «Madame anglaise» sur les réseaux sociaux en raison de sa maîtrise de la langue anglaise. Anamoah est, en outre, ambassadrice du football féminin au Ghana et membre du comité de la Ligue féminine de football du Ghana,,.

## Œuvres caritatives
Le 25 janvier 2022, elle lance la fondation Hearts Wide Open pour soutenir les apprenants et patients démunis ,.

## Distinctions
Nana Aba Anamoah est léaurate  de plusieurs distinctions que sont :
- 2019:  Women of the Year Honors (Excellence dans les médias)[25];
- 2019, 2018 & 2017: RTP Awards (personnalité TV de l'année) [24],[26];
- 2018: Glitz Africa Awards (personnalité  féminine de la télévision)[27];
- 2004, 2008, 2012 & 2017: Présentateur de journal télévisé de l’année.